# Golaghat (Distrikt)
Golaghat ist ein Distrikt im Zentrum des indischen Bundesstaat Assam. Sitz der Verwaltung ist die gleichnamige Stadt Golaghat.

## Geschichte
Der Distrikt entstand 1987 aus Teilen des Distrikts Sivasagar.

## Bevölkerung
Nach der Volkszählung 2011 hat der Distrikt Golaghat 1.066.888 Einwohner. Bei 305 Einwohnern pro Quadratkilometer ist der Distrikt dicht besiedelt. Der Distrikt ist dennoch überwiegend ländlich geprägt. Von den 1.066.888 Bewohnern wohnen 969.152 Personen (90,84 %) auf dem Land und 97.736 Menschen in städtischen Gemeinden.
Der Distrikt Golaghat gehört zu den Gebieten Indiens, die in hoher Zahl von Angehörigen der „Stammesbevölkerung“ (scheduled tribes) besiedelt sind. Zu ihnen gehörten (2011) 111.765 Personen (10,48 Prozent der Distriktsbevölkerung). Es gibt 62.298 Dalits (scheduled castes; 5,84 Prozent der Distriktsbevölkerung) im Distrikt.
Die Bevölkerung besteht mehrheitlich aus Leuten, die im Distrikt geboren wurden. Von den Bewohnern sind 957.914 Personen (89,79 Prozent der Bewohner) im Distrikt geboren. Insgesamt 15.713 Personen wurden in anderen indischen Bundesstaaten geboren (darunter 5.553 Personen in Bihar, 2.257 Personen in Nagaland, 1.348 Personen in Uttar Pradesh, 1.197 Personen in Jharkhand, 1.178 in Rajasthan und 1.150 Personen in Westbengalen). Von den 1.233 im Ausland geborenen Personen sind 425 aus Nepal und 397 aus Bangladesch.

### Bevölkerungsentwicklung
Wie überall in Indien wächst die Einwohnerzahl im Distrikt Golaghat seit Jahrzehnten stark an. Die Zunahme betrug in den Jahren 2001–2011 12,8 Prozent (12,75 %). In diesen zehn Jahren nahm die Bevölkerung um rund 120.000 Menschen zu. Die Entwicklung verdeutlicht folgende Tabelle:

### Bedeutende Orte
Im Distrikt gibt es mit dem Distriktshauptort Golaghat, Dergaon und Bokakhat drei Orte mit mehr als 10.000 Einwohnern. Hinzu kommen vier weitere Orte, die als Städte (notified towns) gelten.

### Bevölkerung des Distrikts nach Geschlecht
Der Distrikt hatte – für Indien üblich – stets mehr männliche als weibliche Einwohner. Doch bis in die jüngste Zeit war der Männerüberhang selbst für indische Verhältnisse überdurchschnittlich hoch. Bei den jüngsten Bewohnern (134.793 Personen unter 7 Jahren) liegen die Anteile bei 68.662 Personen männlichen (50,94 Prozent) zu 66.131 Personen (49,06 Prozent) weiblichen Geschlechts.
| Verteilung der Bevölkerung nach Geschlecht im Distrikt Golaghat |                   |                   |                   |                   |                   |                   |                   |                   |                   |                   |                   |                   |
|                                                                 | Volkszählung 1961 | Volkszählung 1961 | Volkszählung 1971 | Volkszählung 1971 | Volkszählung 1981 | Volkszählung 1981 | Volkszählung 1991 | Volkszählung 1991 | Volkszählung 2001 | Volkszählung 2001 | Volkszählung 2011 | Volkszählung 2011 |
| Anzahl                                                          | Anteil            | Anzahl            | Anteil            | Anzahl            | Anteil            | Anzahl            | Anteil            | Anzahl            | Anteil            | Anzahl            | Anteil            |                   |
| GESAMT                                                          | 400.238           | 100 %             | 523.707           | 100 %             | –                 | −                 | 828.096           | 100 %             | 946.279           | 100 %             | 1.066.888         | 100 %             |
| Männer                                                          | 214.211           | 53,52 %           | 278.116           | 53,11 %           | –                 | −                 | 431.346           | 52,09 %           | 490.286           | 51,81 %           | 543.161           | 50,91 %           |
| Frauen                                                          | 186.027           | 46,48 %           | 245.591           | 46,89 %           | –                 | −                 | 396.750           | 47,91 %           | 455.993           | 48,19 %           | 523.727           | 49,09 %           |

### Bevölkerung des Distrikts nach Sprachen
Unter der Stammesbevölkerung sind verschiedene tibetobirmanische Sprachen verbreitet. Amtssprache ist das Assamesische, die Hauptsprache Assams.
Im Zilla Bokakhat sprechen 142.886 Personen (87,15 Prozent der Bevölkerung) Assami, 4.962 Personen (3,03 Prozent der Bevölkerung) Miri/Mishing, 3.546 Personen (2,16 Prozent der Bevölkerung) Hindi und 3.390 Personen (2,07 Prozent der Bevölkerung) Nepali.
Im Zilla Dergaon sprechen 128.624 Personen (88,03 Prozent der Bevölkerung) Assami und 11.321 Personen (7,75 Prozent der Bevölkerung) Miri/Mishing.
Im Zilla Golaghat sprechen 272.929 Personen (83,41 Prozent der Bevölkerung) Assami, 9.644 Personen (2,95 Prozent der Bevölkerung) Bodo/Boro, 9.597 Personen (2,93 Prozent der Bevölkerung) Bengali, 7.920 Personen (2,42 Prozent der Bevölkerung) Hindi, 6.015 Personen (1,84 Prozent der Bevölkerung) Sadan/Sadri und 5.287 Personen (1,62 Prozent der Bevölkerung) Odia/Oriya.
Im Zilla Khumtai sprechen 73.168 Personen (85,24 Prozent der Bevölkerung) Assami und 8.160 Personen (9,51 Prozent der Bevölkerung) Miri/Mishing.
Im Zilla Morangi sprechen 95.525 Personen (83,17 Prozent der Bevölkerung) Assami und 6.856 Personen (5,97 Prozent der Bevölkerung) Odia/Oriya.
Und im Zilla Sarupathar sprechen 123.284 Personen (53,85 Prozent der Bevölkerung) Assami, 31.163 Personen (13,61 Prozent der Bevölkerung) Bengali, 17.949 Personen (7,84 Prozent der Bevölkerung) Nepali, 10.057 Personen (4,9 Prozent der Bevölkerung) Bodo/Boro und 7.841 Personen (3,43 Prozent der Bevölkerung) Sadan/Sadri.
Somit spricht in allen sechs Zillas eine Mehrheit der Bevölkerung Assami. Mit Anteilen zwischen 53,85 Prozent im Zilla Sarupathar und 88,03 Prozent im Zilla Dergaon. Die meistgesprochenen Sprachen zeigt die folgende Tabelle:
| Jahr                                   | Assami  | Assami | Bengali | Bengali | Miri/Mishing | Miri/Mishing | Nepali | Nepali | Bodo/Boro | Bodo/Boro | Hindi  | Hindi | Sadan/Sadri | Sadan/Sadri | Odia/Oriya | Odia/Oriya | Gesamt    | Gesamt   |
| Jahr                                   | Zahl    | %      | Zahl    | %       | Zahl         | %            | Zahl   | %      | Zahl      | %         | Zahl   | %     | Zahl        | %           | Zahl       | %          | Zahl      | %        |
| -------------------------------------- | ------- | ------ | ------- | ------- | ------------ | ------------ | ------ | ------ | --------- | --------- | ------ | ----- | ----------- | ----------- | ---------- | ---------- | --------- | -------- |
| 2011                                   | 836.416 | 78,40  | 48.949  | 4,59    | 28.897       | 2,71         | 26.618 | 2,49   | 19.816    | 1,86      | 19.057 | 1,79  | 16.241      | 1,52        | 14.455     | 1,35       | 1.066.888 | 100,00 % |
| Quelle: Ergebnis der Volkszählung 2011 |         |        |         |         |              |              |        |        |           |           |        |       |             |             |            |            |           |          |

### Bevölkerung des Distrikts nach Bekenntnissen
Eine klare Mehrheit von fast 86 Prozent der Bevölkerung sind Hindus. Bedeutende Minderheiten sind die Muslime und die Christen. Die Zillas Bokakhat und Khumtai sind fast gesamthaft hinduistisch. In den anderen vier Zillas sind die Hindus ebenfalls deutlich in der Mehrheit.
Die Muslime bilden in drei der sechs Zillas bedeutende Minderheiten. Im Zilla Dergaon mit 20.471 Personen (14,01 Prozent der Bevölkerung), im Zilla Golaghat mit 26.546 Personen (8,11 Prozent der Bevölkerung) und im Zilla Sarupathar mit 25.451 Personen (11,12 Prozent der Bevölkerung).
Die Christen findet man in drei der sechs Zillas. Im Zilla Golaghat mit 11.960 Personen (3,65 Prozent der Bevölkerung), im Zilla Morangi mit 13.856 Personen (12,06 Prozent der Bevölkerung) und im Zilla Sarupathar mit 21.549 Personen (9,41 Prozent der Bevölkerung).
Alle anderen Religionsgemeinschaften sind nur ganz kleine Minderheiten und bestehen häufig aus Menschen aus anderen Regionen Indiens. Die genaue religiöse Zusammensetzung der Bevölkerung zeigt folgende Tabelle:
| Jahr                                   | Buddhisten | Buddhisten | Christen | Christen | Hindus  | Hindus | Jainas | Jainas | Muslime | Muslime | Sikhs | Sikhs | Andere | Andere | keine Angaben | keine Angaben | Gesamt    | Gesamt   |
| Jahr                                   | Zahl       | %          | Zahl     | %        | Zahl    | %      | Zahl   | %      | Zahl    | %       | Zahl  | %     | Zahl   | %      | Zahl          | %             | Zahl      | %        |
| -------------------------------------- | ---------- | ---------- | -------- | -------- | ------- | ------ | ------ | ------ | ------- | ------- | ----- | ----- | ------ | ------ | ------------- | ------------- | --------- | -------- |
| 2011                                   | 3.863      | 0,36       | 50.582   | 4,74     | 917.426 | 85,99  | 530    | 0,05   | 90.312  | 8,46    | 1.131 | 0,11  | 1.347  | 0,13   | 1.697         | 0,16          | 1.066.888 | 100,00 % |
| Quelle: Ergebnis der Volkszählung 2011 |            |            |          |          |         |        |        |        |         |         |       |       |        |        |               |               |           |          |

## Bildung
Dank bedeutender Anstrengungen ist die Alphabetisierung in den letzten Jahrzehnten stark gestiegen. Im städtischen Bereich können über 91 Prozent lesen und schreiben. Auf dem Land sind es dagegen nur drei von vier Bewohnern. Typisch für indische Verhältnisse sind die starken Unterschiede zwischen den Geschlechtern und der Stadt-/Landbevölkerung.
| Alphabetisierung im Distrikt Golaghat  |                   |                   |
| Einheit                                | Volkszählung 2011 | Volkszählung 2011 |
| Einheit                                | Anzahl            | Anteil            |
| GESAMT                                 | 721.764           | 77,43 %           |
| Männer                                 | 396.475           | 83,56 %           |
| Frauen                                 | 325.289           | 71,09 %           |
| STADT GESAMT                           | 80.786            | 91,74 %           |
| Stadt-Männer                           | 42.436            | 94,25 %           |
| Stadt-Frauen                           | 38.350            | 89,11 %           |
| LAND GESAMT                            | 640.978           | 75,94 %           |
| Land-Männer                            | 354.039           | 82,44 %           |
| Land-Frauen                            | 286.939           | 69,22 %           |
| Quelle: Ergebnis der Volkszählung 2011 |                   |                   |

## Verwaltungsgliederung
Der Distrikt war bei der letzten Volkszählung 2011 in sechs Zillas (Kreise) aufgeteilt.
| Bevölkerung in den Zillas |          |          |         |         |          |          |         |         |         |         |            |            |
|                           | Bokakhat | Bokakhat | Dergaon | Dergaon | Golaghat | Golaghat | Khumtai | Khumtai | Morangi | Morangi | Sarupathar | Sarupathar |
| Anzahl                    | Anteil   | Anzahl   | Anteil  | Anzahl  | Anteil   | Anzahl   | Anteil  | Anzahl  | Anteil  | Anzahl  | Anteil     |            |
| GESAMT                    | 163.945  | 100 %    | 146.101 | 100 %   | 327.231  | 100 %    | 85.835  | 100 %   | 114.851 | 100 %   | 228.925    | 100 %      |
| Männer                    | 83.475   | 50,92 %  | 74.445  | 50,95 % | 166.411  | 50,85 %  | 43.406  | 50,57 % | 58.431  | 50,88 % | 116.993    | 51,11 %    |
| Frauen                    | 80.470   | 49,08 %  | 71.656  | 49,05 % | 160.820  | 49,15 %  | 42.429  | 49,43 % | 56.420  | 49,12 % | 111.932    | 48,89 %    |
| Stadt                     | 18.100   | 11,04 %  | 20.059  | 13,73 % | 41.989   | 12,83 %  | 0       | 0 %     | 0       | 0 %     | 17.588     | 7,68 %     |
| Land                      | 145.845  | 88,96 %  | 126.042 | 86,27 % | 285.242  | 87,17 %  | 85.835  | 100 %   | 114.851 | 100 %   | 211.337    | 92,32 %    |

## Wirtschaft
Die Landwirtschaft ist die vorwiegende Einkommensquelle für die meisten Einwohner.